# Brzeźnio
Pour la gmina, voir Brzeźnio (gmina).
Brzeźnio est une localité polonaise, siège de la gmina de Brzeźnio, située dans le powiat de Sieradz en voïvodie de Łódź.